# Der Löwe, der in den Krieg ziehen wollte

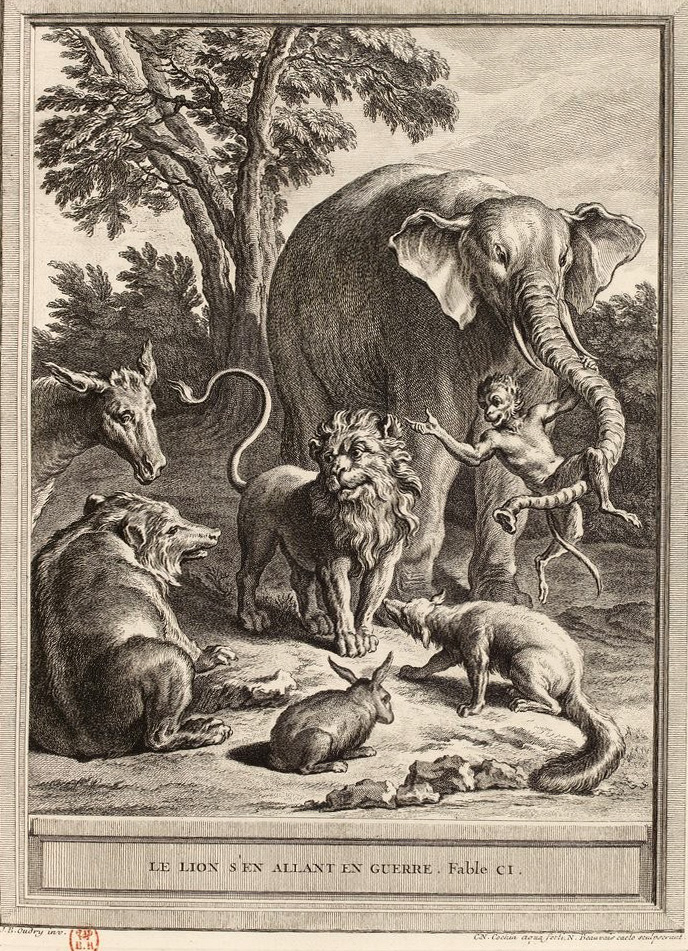
Le lion s’en allant en guerre

Der Löwe, der in den Krieg ziehen wollte (franz. Le Lion s’en allant en guerre) ist die 19. Fabel im fünften Buch der Fabelsammlung des französischen Dichters Jean de La Fontaine.
Der Löwe – König der Tiere – wollte in den Krieg ziehen. Daher hielt er einen Kriegsrat ab, um jedem Tier seinen Platz in den Kampfreihen zuzuweisen. Der Elefant wurde beauftragt, die Munition und Waffen auf dem Rücken zu tragen; der Bär sollte sich sturmbereit halten; der Fuchs sollte die strategische Abteilung leiten; der Affe sollte die Feinde durch seine Mätzchen ablenken; und so weiter mit dem Rest der Tiere. Einige in der Versammlung schlugen vor, die nutzlosen Tiere wie den tölpelhaften Esel und den ängstlichen Hasen zu entlassen, damit die Operationen der Armee nicht behindert würden. Der König lehnte dies jedoch ab, wohlwissend dass er alle seine Untertanen braucht und ohne diese Tiere seine Truppe unvollständig wäre – ohne den Esel mit seinem Trompetengeschrei und den flinken Hasen als Kurier.

## Moral
Der umsichtige und weise Monarch weiß, wie man auch seinem geringsten Untertanen einen Platz gibt, und kennt die verschiedenen Talente: Es gibt nichts, was für vernünftige Menschen nutzlos ist.